# Tarikh al-Sudan
El Tarikh al-Sudan (también conocido como Tarikh es-Sudan y traducido como la "Historia del Sudán") es una crónica escrita en árabe alrededor del año 1655 por Abd al-Sadi. Contiene la fuente primaria más importante de la historia del Imperio Songhay.
El autor, Abd al-Sadi, nació el 28 de mayo de 1594, y murió en una fecha desconocida pero seguramente después de 1655-56, la última fecha mencionada en su crónica. Dedicó la mayor parte de su vida trabajando para la burocracia de los arma marroquíes, inicialmente en la administración de la ciudad de Djenné y la región de massina del delta interior del Níger. En el 1646 pasó a ser secretario en jefe de la administración Arma de Tombuctú.
Las primeras secciones de la crónica están dedicadas a cortas historias de las dinastías songay, del Imperio de Malí y de los pueblos tuareg, así como a biografías de académicos y hombres sagrados tanto de Tombuctú como de Djenné (o Yenné). La parte principal de la crónica cubre la historia de los songhay desde mediados del siglo XV hasta la invasión marroquí del 1591, y a continuación la historia de Tombuctú bajo el gobierno marroquí hasta 1655. Al-Sadi recoge solo raramente sus fuentes. Para el período inicial buena parte de su información se basa en la tradición oral. A partir de 1610, la información podría haber sido obtenida de primera mano.

## Manuscritos
Los manuscritos A, B y C fueron usados por Houdas. Otros cuatro fueron registrados por Hunwick. El texto de todos los manuscritos es muy similar. Las diferencias se encuentran fundamentalmente en la ortografía de lugares y nombres propios.
| Manuscrito | Localización                               | Referencia                        |
| ---------- | ------------------------------------------ | --------------------------------- |
| A          | Biblioteca Nacional de Francia, París      | Arabe 5147                        |
| B          | Biblioteca Nacional de Francia, París      | Arabe 5256                        |
| C          | Biblioteca Nacional de Francia, París      | Arabes 6096                       |
| D          | Biblioteca del Instituto de Francia, París | MS 2414 (Fonds De Gironcourt 200) |
| E          | Biblioteca Nacional de Argelia, Argel      | Fonds Ben Hamouda, MS 4           |
| F          | Instituto Ahmed Baba, Tombuctú             | MS 660                            |
| G          | Instituto Ahmed Baba, Tombuctú             | MS 681                            |